# شارپ (مجموعه تلویزیونی)
شارپ (انگلیسی: Sharpe) یک مجموعه تلویزیونی بریتانیایی است که مابین سال‌های ۱۹۹۳ تا ۲۰۰۸ میلادی پخش شد و دربارهٔ یک گروهبان ارتش در جنگ‌های ناپلئونی است.

## بازیگران

### اصلی
- شان بین
- دارا اومالی
- جان تمس
- جیسون سالکی

### مکمل
- دیوید تراتون
- هیو فریزر
- برایان کاکس
- کری شیل
- سیمون آندرئو
- دنیل کریگ
- نیل داجن
- جیمز پیورفوی
- گاوان اوهرلیهی
- بندیکت تیلور
- آسومپتا سرنا
- مارک استرانگ
- مایکل کاکرن
- مایکل بیرن
- پیت پاستویت
- تونی هی‌گارث
- فئودور آتکین
- الیزابت هارلی
- آلیس کریج
- امیلی مورتیمر
- جولین فلوز
- جان بنفیلد
- جیمز لورنسن
- کارولین لنگریش
- ابیگیل کروتندن
- الکسیس دنیسوف
- پل بتانی
- توبی استیونز
- تام کلگ